# Толстова-Парійська Надія Георгіївна
Надія Георгіївна Толстова-Парійська (16 липня 1905, село Курмиш, тепер Пільнинського району Нижньогородської області, Російська Федерація — 10 липня 1998) — українська радянська вчена в галузі патологічної анатомії сільськогосподарських тварин, доктор ветеринарних наук (з 1938). Професор (з 1940), заслужений діяч науки УРСР (з 1967). Депутат Верховної Ради СРСР 3-го скликання.

## Життєпис
Народилася 3 (16) липня 1905 року в родині Георгія Гнатовича Толстова, діловода Курмишской земської управи Нижньогородської губернії. Закінчила Курмишську школу II ступеня (1922) і Казанський державний ветеринарний інститут (1926).
З липня 1926 по червень 1927 року — ветеринарний лікар, завідувач ветеринарної дільниці в селі Паніно Панінського району Нижньогородської губернії. Працюючи в Паніно, вийшла заміж за Бориса Миколайовича Парійського, гірничого інженера з Ленінграда.
У 1927 році на запрошення Карла Генріховича Боля стала асистентом очолюваної ним кафедри патологічної анатомії Казанського ветеринарного інституту, де працювала до 1939 року.
За результатами наукових досліджень підготувала і в 1937 році захистила кандидатську дисертацію «Патологогістологічні зміни нирок, печінки, серцевої і скелетної мускулатури при сказі собак».
Через рік представила до захисту дисертацію на здобуття наукового ступеня доктора ветеринарних наук на тему «Зміни в симпатичних гангліях при інфекційній анемії коней, їх порівняльна оцінка з деякими іншими захворюваннями коней і діагностичне значення». Дисертація була захищена 25 червня 1938 року в Казанському ветеринарному інституті, 17 квітня 1939 року ВАК СРСР затвердила її, Надія Георгіївна Толстова-Парійська стала першою в СРСР жінкою — доктором ветеринарних наук.
У 1939—1941 роках — завідувач кафедри патологічної анатомії Білоцерківського сільськогосподарського інституту Київської області. У 1940 році затверджена в званні професора.
Після початку німецько-радянської війни разом з інститутом евакуювалася в Ростов-на-Дону, потім в Тамбов і, нарешті, у місто Фрунзе (тепер Бішкек) Киргизької РСР. З 15 грудня 1941 по 12 січня 1945 року — завідувач кафедри патологічної анатомії Киргизького сільськогосподарського інституту.
У 1945—1953 роках — завідувач кафедри патологічної анатомії, професор Білоцерківського сільськогосподарського інституту Київської області. З 20 вересня 1949 по 1953 рік працювала за сумісництвом у Харківському ветеринарному (пізніше зооветеринарному) інституті.
У 1953—1975 роках — завідувач кафедри патологічної анатомії, професор Харківського зооветеринарного інституту.
Наукові праці присвячені вивченню патологічної морфології органів і тканин, розробці методів діагностики інфекційних захворювань тварин, значенню периферичної нервової системи в патогенезі цих хвороб.
З 1975 року — на пенсії.

## Нагороди та звання
- орден «Знак Пошани»
- медалі
- заслужений діяч науки Української РСР (з 1967)